# デボラ
デボラ（Deborah）は、『旧約聖書』に登場する第4の士師。ラピドトの妻であり、「デボラのなつめやしの木」と呼ばれる木の下で裁きを行った（「士師記」第4章第4節以下）。ヘブライ語でミツバチという意味である。彼女はナフタリ族のバラクを指揮官として、ナフタリ族とゼブルン族１万人を動員させ、カナンの将軍シセラの軍と戦うように命じたのである。この戦いで、イスラエル軍はカナン軍を撃ち破り、イスラエルはその後40年間は平和な時代となった（士師記 5:31）。士師記5章の「デボラの歌」はこの時の戦勝を記念して歌われたものである。 

## 概要

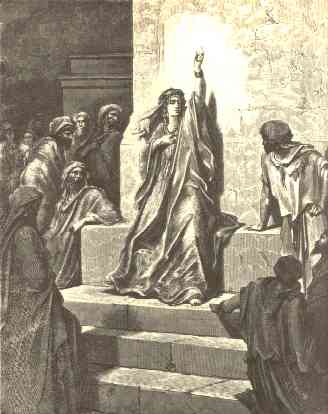
ギュスターヴ・ドレの描いた預言者デボラ。

この時代には、イスラエルの民が悪を行っていた背景がある。彼らはカナンの王ヤビンに売り渡され、20年間もの間押さえつけられていた。そこで民が主に助けを求め、デボラが裁きを行うようになった。このことは「士師記」4章に詳述されている。
「士師記」5章はデボラとバラクの歌である。カナン人との戦いに参戦した部族もそうでない部族も名前が記されており、部族が完全には統一されていなかったことが窺える。ヘブライ語で最古のものの1つと言われ、散文と詩歌の繰り返しという記録方法もその古さを示唆している。